# Перистальтика
Периста́льтика (др.-греч. περιστ — обхватывающий, сжимающий) — волнообразное сокращение стенок полых трубчатых органов (пищевода, желудка, кишечника, мочеточников и др.), способствующее продвижению их содержимого к выходным отверстиям.
Также понятие перистальтики используется применительно к литературному стилю — волноподобные ритмы, сжимающие, охватывающие содержимое и постепенно проталкивающие (см. примечания к «Улиссу» Джеймса Джойса).

Пищевод. Схематическое изображение первичной перистальтической волны глотания

## Физиология моторики гладкомышечных органов
Большинство органов, в которых происходит процесс перистальтических сокращений, имеют в своих стенках два слоя гладких мышц, в одном из них мышечные волокна расположены продольно, в другом — циркулярно. Скоординированные сокращения этих мышц и образуют перистальтическую волну. Гладкие мышцы, в отличие от поперечно-полосатых, сокращаются относительно медленно. Их сокращения непроизвольны, то есть не могут управляться сознанием. К примеру, мышцы органов пищеварительной трубки — гладкие, за исключением «входных» (поперечно-полосатые мышцы имеются вплоть до верхней трети пищевода) и «выходных» (внешний сфинктер ануса). Поэтому, после начала глотка и до акта дефекации, все процессы, связанные с продвижением пищи, включая перистальтику, сознанием не управляются.
Частоты перистальтических волн различны в разных органах (отделах). Они задаются особыми водителями ритма — скоплениями нервных клеток, среди которых главенствующую роль играют интерстициальные клетки Кахаля. Водители ритма генерируют медленные волны трансмембранных потенциалов. Медленные волны не вызывают сокращений мышц, но создают в мышцах потенциал, близкий к порогу активации. При возникновении на плато медленных волн потенциалов действия происходит сокращение мышечного волокна.
Водители ритма, таким образом, определяют частоты перистальтических волн (а также других фазовых сокращений). Они у здорового человека следующие (в циклах в минуту): в желудке — 2—4, в двенадцатиперстной кишке — 10—12, в тощей кишке — 9—12,
в подвздошной кишке — 6—8, в толстой кишке — около 0,6, а также 3—4 и 6—12, в прямой кишке — около 3, в сфинктере Одди — 3—6.

## Перистальтика органов желудочно-кишечного тракта
Перистальтика полых органов желудочно-кишечного тракта человека (ЖКТ) играет важнейшую роль в процессе пищеварения и передвижения пищи от верхних отделов к нижним. В то же время, перистальтические сокращения не являются единственным видом моторной активности большинства таких органов. Для каждого из них роль перистальтики и её вклад в общую моторную деятельность различны.
Под перистальтическим сокращением для органов пищеварения понимаются синхронизованные сокращения стенки органа, распространяющиеся от его «входа» к «выходу» и перемещающие в этом же направлении в той или иной степени переваренную пищу. Для трубчатых органов (то есть всех органов пищеварительной трубки, кроме желудка) предполагается, что перистальтические сокращения полностью или почти полностью перекрывают просвет органа.

### Перистальтика пищевода
Отличие пищевода от остальных органов ЖКТ в том, что он не должен выполнять никакой «обработки» пищи, а только должен доставить её из ротовой полости (глотки) в желудок. Поэтому для пищевода перистальтика — основной тип моторной активности. Также важно, что мышцы верхней 1/3 части пищевода — поперечно-полосатые, физиология моторики этого участка несколько иная, чем у гладкомышечных нижних 2/3 пищевода, желудка и кишечника.

#### Перистальтика глотания

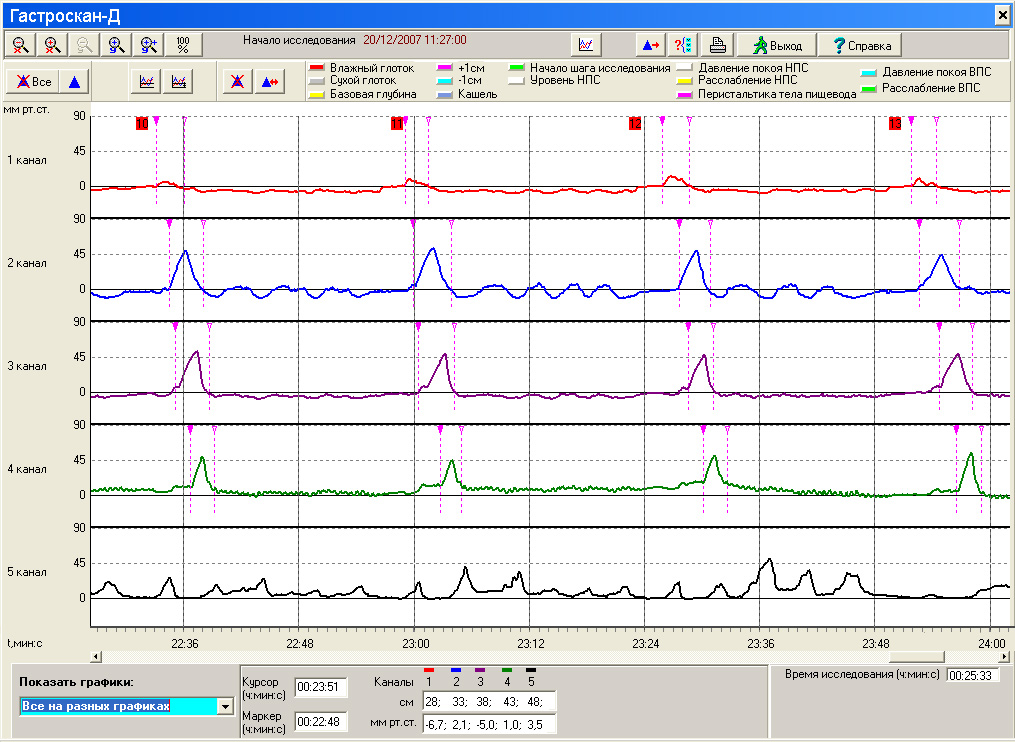
Манометрия пищевода. Видны четыре первичные перистальтические волны при «влажных» глотках

Различают первичную и вторичную перистальтику пищевода. Первичная возникает сразу после прохождения комком пищи (болюсом) верхнего пищеводного сфинктера. Вторичная является реакцией на растяжение болюсом стенки пищевода. Скорость перистальтической волны в пищеводе около 3—5 см в секунду. В состоянии покоя в пищеводе поддерживается давление около 10 см вод. ст. Тоническое напряжение в верхнем и нижнем пищеводных сфинктерах, «запирающих» пищевод с обеих сторон, — 20—30 см вод. ст. Возникающая при глотании первичная перистальтическая волна создаёт давление примерно 70—90 см вод. ст., изменяясь в пределах от 30 до 140 см вод. ст. Скорость перистальтики глотка 2—4 см в с. При средней длине пищевода 23—30 см, перистальтическая волна проходит его за 6—10 с.
Особенностью перистальтики глотания является угнетение следующим глотком перистальтической волны предыдущего глотка, если при этом предыдущий глоток не прошёл участок поперечно-полосатой мускулатуры. Частые повторные глотки полностью угнетают перистальтику пищевода и расслабляют нижний пищеводный сфинктер. Только медленные глотки и освобождение пищевода от предыдущего болюса пищи создают условия для нормальной перистальтики.

#### «Очищающая» перистальтика
Кроме того, в пищеводе может возникать перистальтическая волна, не связанная с актом глотания. Она называется очищающая или сторожевая и является реакцией на раздражение пищевода инородными телами, остатками пищи или содержимого желудка, заброшенного в пищевод гастроэзофагеальным рефлюксом. Она заметно меньше перистальтической волны, связанной с актом глотания.

### Перистальтика желудка
В отличие от пищевода, моторная функция желудка заключается не только в продвижении пищи от нижнего пищеводного сфинктера в двенадцатиперстную кишку, но и в её депонировании, перемешивании и измельчении.
В межпищеварительный период, когда желудок не наполнен пищей, сокращения его малы и, в основном, представлены мигрирующим моторным комплексом, включающим периодически повторяющиеся перистальтические движения. После приёма пищи в желудке возникает моторная активность трёх типов: систолические сокращения пилорической части, уменьшение размера полости дна и тела желудка и перистальтические волны. В первый час после приёма пищи перистальтические сокращения не велики, скорость распространения такой волны около 1 см в секунду, длительность каждой волны примерно 1,5 секунды. Затем эти волны усиливаются, увеличивается их амплитуда и скорость распространения в антральной части желудка. Давление в желудке повышается, открывается сфинктер привратника желудка и часть химуса проталкивается в двенадцатиперстную кишку.

### Перистальтика тонкой кишки
Моторная активность тонкой кишки весьма разнообразна и перистальтика, занимая важную (но не превалирующую) роль, является только одним из типов сокращений тонкой кишки.

#### Перистальтика тонкой кишки при стимуляции пищей
В стимулированный пищей период в тонкой кишке распространяются несколько типов перистальтических волн, которые отличаются по скорости прохождения по кишке. Различают очень медленные, медленные, быстрые и стремительные перистальтические волны. Как правило, перистальтические волны возникают в двенадцатиперстной кишке, но могут появляться и в тощей, и в подвздошной. Одновременно вдоль кишки продвигается несколько волн. Перистальтические волны продвигаются по кишке со скоростью 0,1—0,3 см/с, в двенадцатиперстной кишке их скорость больше, в тощей — меньше, а в подвздошной — ещё меньше. Скорость стремительной (пропульсивной) волны 7—21 см/с.
В период, когда тонкая кишка наполнена пищей, кроме перистальтических волн, продвигающихся в сторону толстой кишки, иногда наблюдается ретроградная перистальтика — перистальтические волны, распространяющиеся в сторону желудка (не считаются физиологичными). Кроме того, важную роль в пищеварительном процессе в тонкой кишке занимает моторика, направленная на перемешивание переваренной пищи (химуса) — ритмическая сегментация и маятникообразные сокращения.

#### Перистальтика тонкой кишки в межпищеварительный период
В межпищеварительный период моторика тонкой кишки определяется так называемыми мигрирующими моторными комплексами, включающими в себя перистальтические волны, выполняющими функцию очищения эпителия кишки от остатков пищи, пищеварительных соков, бактерий и т. п.

### Перистальтика толстой кишки
В толстой кишке период нахождения переваренной пищи больше, чем в других отделах ЖКТ. Время, занимаемое перистальтическими сокращениями, по отношению к моторной активности, направленной на перемешивание содержимого кишки, заметно меньше, чем в предшествующих отделах ЖКТ. В толстой кишке только 3—4 раза в сутки возникают сильные пропульсивные перистальтические сокращения, продвигающие содержимое кишки в каудальном направлении (в сторону анального отверстия для последующей дефекации). Подобные сокращения возникают, в том числе, после заполнения пустого желудка пищей, что вызывает, через механизм гастроколического рефлекса, перистальтику ободочной и других кишок.

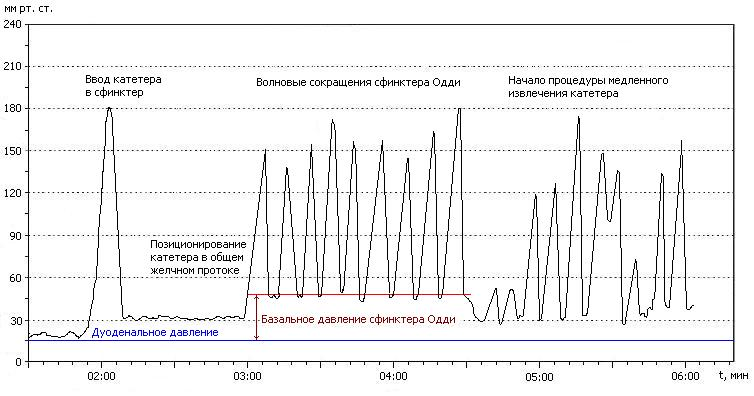
Условный график манометрии сфинктера Одди по методике Ch. Stendal. В середине графика — волнообразные перистальтические сокращения сфинктера Одди

## Перистальтика сфинктера Одди и желчевыводящих путей
Перистальтика в сфинктере Одди — основной вид его моторной активности. Их частота в норме — 3—6 циклов в минуту, амплитуда — 50—70 мм рт. ст. Кроме перистальтических волн, распространяющихся в сторону двенадцатиперстной кишки, в сфинктере Одди встречаются и считаются физиологичными ретроградные перистальтические сокращения.

## Перистальтика мочевыводящих путей
Накопление мочи в почечных лоханках и дальнейшее выбрасывание её в мочеточник происходит за счёт перистальтики мышечной оболочки чашечек почек и почечной лоханки.
Оболочка мочеточника имеет циркулярный и продольный слои гладких мышц. Перистальтические сокращения этих мышц осуществляют продвижение мочи по мочеточнику до мочевого пузыря. Скорость распространения перистальтических волн в мочеточниках 2—3 см в минуту. Частота сокращений — 1—5 раз в минуту.

## Перистальтика маточных труб
Маточные трубы — полые трубчатые анатомические структуры длиной 10—12 см. Мышечная оболочка маточных труб состоит из двух слоёв гладких мышц: внутреннего — циркулярного и наружного — продольного. Оболочка маточной трубы обладает способностью совершать перистальтические сокращения, направленные от ампулы маточной трубы к матке. Величина перистальтики больше в момент овуляции и в начале лютеиновой фазы менструального цикла. Благодаря перистальтике маточных труб (и колебаниям ресничек эпителиоцитов) яйцеклетка продвигается по маточной трубе в сторону матки.